# Стоптані черевички

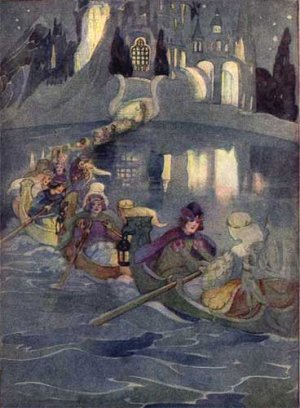
Ілюстрація Артура Ракема

«Стоптані черевички» — чарівна казка (АТУ 306). Вона міститься у збірці «Дитячі й побутові казки» братів Грімм під номером 133 (KHM 133). Цю казку також знають у данському та румунському регіонах.

## Сюжет

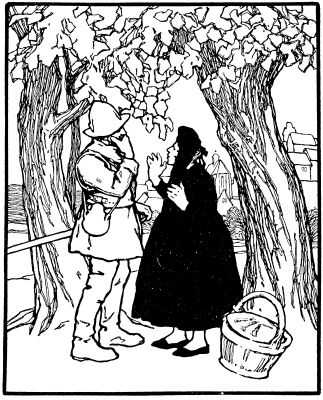
Ілюстрація Отто Уббелоде, 1909 рік

У дванадцяти дочок короля вранці завжди знаходили стоптані черевики. Король хоче дізнатися, де вони таємно танцюють вночі. Той, хто дізнається, зможе взяти одну з них за дружину. Але якщо він не дізнається після трьох ночей, то має померти. Хоча з'являється кілька женихів, усі вони не можуть розкрити таємницю, бо вночі засинають. Нарешті з'являється бідний, поранений солдат, якому стара жінка порадила накинути плащ-невидимку і не пити вечірнього напою, який принесла старша дочка. Йому вдається тричі непомітно простежити за доньками під час їхньої таємної подорожі до підземного замку. Там вони танцюють з дванадцятьма зачарованими принцами, щоб їх викупити. Щоразу він бере з собою певний доказ. Через три дні король на його прохання віддає йому за дружину старшу доньку. Дванадцять принців знову прокляті.

## Походження

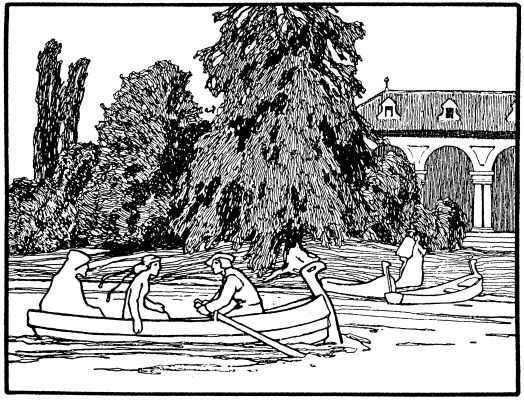
Ілюстрація Отто Уббелоде, 1909 рік

У другій частині 1-го видання 1815 року (під № 47) казка знаходиться на 133 місці після казки Дженні фон Дросте цу Гюльсгоф. Пізніше в змісті казки мало що змінено: починаючи з 2-го видання, солдат наливає вино під підборіддя в губку. Він «не довго вагався» (починаючи з 3-го видання). Сцена спуску була згладжена для 6-го видання, люк стає просто отвором, він все бачив. Є також деякі мовні особливості: Наречений падає «як свинець на очі», «тоді йому відрубали голову без пощади». Солдат спочатку каже старій про своє бажання «жартома» — до того, як стає серйозним і «береться за серце» (пор. КХМ 60, 86, 119, 127, 43а, 191а). Срібна гілка з підземного світу схожа на сцену Аїда в "Енеїді " Вергілія. Сюжет схожий на «Верде Прато» в «Пентамероні» Джамбаттіста Базіле.
В анотації братів Грімм зазначено «З Мюнстерланду» (авторка — Дженні фон Дросте цу Гюльсгоф) і переказано падерборнський варіант (автор — родина фон Гакстгаузенів), звідки також походить губка під підборіддям у солдата: він повинен з'ясувати, як щоночі псуються черевики трьох королівських дочок. Перед ним вже повісили дванадцятьох, хто марно намагався це зробити. Він іде за дочками коридором до озера, через яке три велетні переносять їх до мідного замку. Воїн забирає у лева і лисиці плащ і черевики, через які вони сваряться, і з ними потрапляє до замку. Там він сідає поруч зі старшою і з'їдає все, що їй кладуть до рота. Друга і третя ніч — це срібний і золотий замок, і він сідає поруч із середньою або наймолодшою, яку врешті-решт отримує в дружини від короля. У третій версії «від Гессе» дочка короля щовечора протанцює дванадцять пар взуття. Наймолодший з дванадцяти підмайстрів, які приносять їх щодня, ховається під ліжком. Він бачить, як королівська донька пролазить крізь лаз з одинадцятьма іншими сестрами, як пливе у човні до дванадцяти садів і танцює в замку з дванадцятьма королівськими синами. Одна з них вранці не хоче вставати, поки супутник, з яким вона одружується, не принесе їй взуття. Про суперечку про три чудотворні дари порівняйте KHM 92 «Цар Золотої гори» (додається KHM 93, 122, 193, 197), про смертну кару за нерозгадування загадки порівняйте KHM 22 «Загадка» та KHM 134 «Шестеро слуг» (додається KHM 191). Казка відома також у Польщі, угорською мовою у збірнику «Stier», с. 51.

## Інтерпретація
Чимало казок братів Грімм розповідають про простого чоловіка, який завойовує королівську дочку, виконавши певне завдання або розгадавши загадку (KHM 4, 20, 134). Таким чином, бідний вояк як герой є типовий (ХМ 101, 116, 16а). Можливо, він зможе уникнути особливих перешкод, які постануть на шляху такого зятя, вибравши старшу дочку. Також вона усувала всіх женихів снотворним зіллям (ХМ 93, 113, 193). Наймолодша ж часто найулюбленіша (КХМ 62, 169). Вона розуміє, що їм не варто було йти на танці, але старша її вмовляє. Підземний замок, до якого вони потрапляють вночі, уособлює таємничий потойбічний світ або підземне царство. Образ хитрої старої жінки також дуже поширений, хоча вона не завжди доброзичлива, як тут (KHM 93, 122, 123). Дослідник казок Ганс-Йорг Утер вважає нелогічним, що дочки зневажають солдата і хочуть викупити зачарованих принців, яких потім знову зачаровують. Вальтер Шерф також бачить вирішення проблеми в одруженні старого нареченого зі старшою донькою і продовженні прокляття принців, які, отже, повинні бути демонами. Його інтерпретація: витівки ув'язнених дочок вказують на конфлікт між доньками та батьками (як у AТУ 870: KHM 198; АТУ 510B: KHM 65 ; АТУ 301: KHM 91 ; АТУ 307, 507). У таких казках, як казка про вдячних мертвих, герой перебуває у конфлікті між сином і батьком. Верена Каст також бачить, що дочки пов'язані з батьком-демоном.
Для антропософа Рудольфа Мейєра казка показує випробування волі: у знедуховленій цивілізації душевні сили витісняються з повсякденної рутини в астральні світи, але мають бути перенесені в земне життя, а для цього потрібна певна ініціація в життя. За Гедвігом фон Бейт, простий солдат — це нерозвинена особистість на відміну від короля. Його оригінальність відкриває доступ до несвідомих таємниць. Рана (Вотана, Прометея чи Амфортаса) робить його цілителем. Для Ортруда Штумпфе це той, хто свідомо бореться за порядок, хто навчився пов'язувати себе з речами, які хоче досліджувати, таким чином, що став непомітним, подібним до Фріделя Ленца. Зла сторона аніми часто зображується як мимовільний примус. Демони рідше шукають спокути. Гейно Ґертс зазначає, що згадані метали мідь, срібло та золото символізують зірки Венеру, місяць і сонце, таким чином представляючи загробне життя, в яке учасники потрапляють уві сні, що нагадує поведінку сомнамбули, яку герой відкриває та усвідомлює. Стоптані черевики також вказують на порушене ставлення до землі (до дійсності).

## Варіанти та модифікації
Англійська Вікіпедія згадує варіант «Кейт Крекернатс» в «Англійських казках» Джозефа Джейкобса, 1890, який поєднує мотиви норвезької Попелюшки «Карі Хольцрок» із казкою про принцесу, що зникає вночі. Крім того, казка Чарльза Деуліна «Дванадцять танцюючих принцес», розповідає про історію Грімма про стопатані черевички. Воно походить із «Оповідей про короля Гамбріна» Деуліна. Російська версія казки походить від Олександра Афанасьева.
Волтер де ла Мар адаптував казку в «Сказано знову» (1927), Енн Секстон як поему в «Трансформації» (1971), Робін Мак-Кінлі в збірці «Двері в живоплоті» (1981), Джанет Вінтерсон як «Секс з вишенькою» (1989), Патриція Маккілліп у «Вовк біля дверей» (2000), Сюзанна Вайн у романі «Нічний танець» (2005), Джульєт Маріллер у «Танцях у Вайлдвуді» (2006), Джессіка Дей Джордж у творі «Принцеса опівнічного балу» (2009), Гізер Діксон у «Переплетених» (2011), Женев'єв Валентайн у «Дівчата в клубі Кінгфішер» (2014), Софі Кан у «Танцюючій ночі».
У данській версії Свена Ґрундтвіґа (том III, № 3, стор. 11–15), яка походить з Борнгольма і була записана міс Елізою Ліндберг і отримала німецьку назву «Принцеса з дванадцятьма парами золотих туфель», за сюжетом, юнакові за допомогою палиці, що дає йому невидимість, вдається докопатися до таємниці зачарованої принцеси, яка щоночі псує дванадцять пар золотих черевичків. Він прикидається сплячим, щоб непомітно спуститися сходами під її ліжком у підземний світ, де вони перетинають срібний, золотий і діамантовий ліс і переїжджають озеро із замком на іншому березі. У замку зачарована принцеса спочатку їсть з тролем, а потім танцює з ним дванадцять танців, щоразу псуючи пару золотих черевичків. Згодом юнак вбиває троля, після чого його кров'ю викуповує три ліси, які є зачарованими королівствами, стає їхнім королем і одружується з принцесою, яку також було викуплено. В іншій данській версії зі «Збірки датських народних казок» Евальда Танга Крістенсена принцеса танцює з дванадцятьма маленькими чорними чоловічками. Ця версія, яку можна класифікувати під AaTh 935 + 306, була записана Крістенсеном у 1874 році на честь холостяка Єнса Педерсена в муніципалітеті Ерре, Західна Ютландія, і називається німецькою мовою «Дванадцять чорних чоловіків і дванадцять пар взуття».
Срібний, золотий і діамантовий ліс та підземне озеро також є частиною румунської версії Петре Іспіреску. У цій версії дванадцять зачарованих принцес щовечора протанцюють дванадцять пар взуття, але їх визволяє сильне кохання юнака до наймолодшої доньки короля, яка відповідає взаємністю, і організовується весілля. Перекладена назва — «Дванадцять принцес і зачарований замок».
У праці Вальтера Кайнца «Народна казка з Кайнахту» (Фойтсберг, 1935) є версія під назвою «Срібна, золота і скляна гори», яка об'єднує казкові типи АТУ 306 «Танцюючі черевички» та 307 «Принцеса в труні з'єднує». В останній з них лицар слідує за королівською донькою через три гори золота, срібла та скла до диявола, з яким вона танцює. Коли король намагається протистояти дочці, вона падає замертво, але опівночі вискакує з труни в образі диявола і протягом години вбиває воїнів. Лицар нарешті лягає в труну одержимої жінки, поки вона шукає його, так що вона не може лягти знову. Її негайно викуповують, після чого вона бере шлюб з лицарем, який також отримує половину королівства.

## Сценічні вистави
- «Стоптані черевики, весела казка-танець-пантоміма у 4 діях», Франц бай дер Віден, 1941 р.
- «Стоптані черевички — музична казка для дітей від шести років та дорослих» від Уелі Блума. Музика Еріха А. Радке. Світова прем'єра в Державному театрі Нижньої Саксонії, Північний Вільгельмсхафен, 2000.
- «Взуття, яке зтанцювали на шматки» — казка з великою кількістю музики Уелі Блюма. Музика Еріха А. Радке. Нова версія Кей Лінк. Опубліковано видавництвом Felix Bloch Erben, Берлін, 2013 р. Світова прем'єра в Театрі молодого світу Лейпцига, листопад 2011 р.
- «Секрет стоптаних черевичків» Яна Патріка Фаатца. Матеріал переробили в стилі «Заплутана історія» або «Крижане серце». Світова прем'єра в театрі Шестигранна будівля в Кілі, листопад 2014 року.

## Екранізації
- 1966: «Окремий шлях», фільм виробництва Аугсбурзького театру ляльок, Німеччина/Італія, б/ф, ч/б
- 1977: «Танцюючі черевики», НДР, телевізійний фільм DEFA, режисер Урсула Шменґер
- 1977: «Дев'яте серце» (Deváté srdce), Чехословаччина, фільм-казка за мотивами казки Йозефа Ганзлика, режисер Юрай Герц з Ондреєм Павелкою в ролі студента Мартіна, Анною Маловою в ролі Тоньки, доньки лялькаря, та Юлією Юристовою в ролі осліпленої принцеси — гофманівська варіація на тему "Танцюючих черевичків
- 1978: «Принцеси, що танцюють», Велика Британія, телевізійний фільм, режисер Бен Рі (зі значними змінами у змісті)
- 1987: «Ґуріму Мейсаку Ґекідзьо», японський мультсеріал, епізод 22: «Танцююче взуття»
- 1998: «Три втомлені принцеси», Чехія, повнометражний фільм за мотивами казки Чарльза Деуліна[17] та казкових мотивів із «Черевиків, які зтанцювали на шматки» братів Ґрімм, з Матеєм Гадеком у ролі Пітера, Терезою Ґригаровою у ролі принцеси Ліни, Сабіною Краловою у ролі принцеси Клари, Шаркою Ульріховою у ролі Петрової принцеси Марії
- 1999: «Великі казки з великими зірками: Танцюючі черевички», Німеччина, режисер Петер Медак
- 2006: «Барбі у справі: 12 танцюючих принцес», США, анімаційний фільм з Барбі в одній з головних ролей
- 2010: «СімсалаҐрімм», німецький мультсеріал, сезон 3, епізод 37: «Взуття, яке зтанцювали на шматки»
- 2011: «Танцювальне взуття», Німеччина, фільм-казка з 4-го сезону серіалу ARD «Шість за один раз», режисер Вольфганг Айсслер з Дітером Галлерворденом

## Веб-посилання
- Märchenlexikon.de на Взуття, яке зтанцювали на шматки AaTh 306
- Märchenlexikon.de на Володарці монстра AaTh 507
- Märchenatlas.de на Взуття, яке зтанцювали на шматки
- Інтерпретація Даніели Такс «Черевики, які танцювали».
- Астрологічне тлумачення Взуття, яке зтанцювали на шматки (Інтернет-архів)
- SurLaLuneFairytailes на Дванадцять принцес, що танцювали (Англійська)
- Ілюстрації